# JR-Baureihe 251
Die JR-Baureihe 251 der japanischen Bahngesellschaft JR Higashi-Nihon (JR East) wurde zwischen 1990 und 2020 im Expressverkehr des Super View Odoriko zwischen Tokio und dem Bahnhof Izukyū-Shimoda eingesetzt. Die vier kapspurigen Elektrotriebzüge bestanden aus drei Doppelstockwagen an den Enden und sieben einstöckigen Wagen. Die Züge wurden im März 2020 mit der Einführung der Saphir-Odoriko-Schnellzüge durch die Baureihe E261 ersetzt und schließlich verschrottet.

## Konzeption
Die Züge wurden für den hochwertigen Ausflugsverkehr von Tokio nach Südwesten entwickelt und erhielten daher eine komfortablere Inneneinrichtung als ihre Vorgänger auf dieser Verbindung, der Baureihe 185. Die 1. Klasse (Green Class) befand sich in den doppelstöckigen Wagen 1 und 2 am stadtauswärtigen Ende des Zuges. Am anderen Ende erstreckt sich ein Bereich für Gruppen über den Doppelstockwagen und einen einstöckigen Wagen. Das obere Stockwerk der beiden Endwagen wurde zum Führerstand hin abgesenkt, sodass die Fahrgäste hinter dem Triebfahrzeugführer auf die Strecke sehen konnten. In der Mitte des Zuges waren die übrigen einstöckigen Wagen eingereiht. Aufgrund des hohen Fußbodens reichten ihre Panoramafenster genauso hoch wie die Fenster des oberen Stockwerks der Doppelstockwagen.
Der Antrieb erfolgte mit 120 kW leistenden Gleichstrommotoren des Typs MT61. Regeneratives Bremsen war bis zu einer Geschwindigkeit von 30 km/h möglich.
Die Züge erhielten 1990 den Lorbeerpreis (Laurel Prize) der japanischen Eisenbahnfreunde.

## Galerie

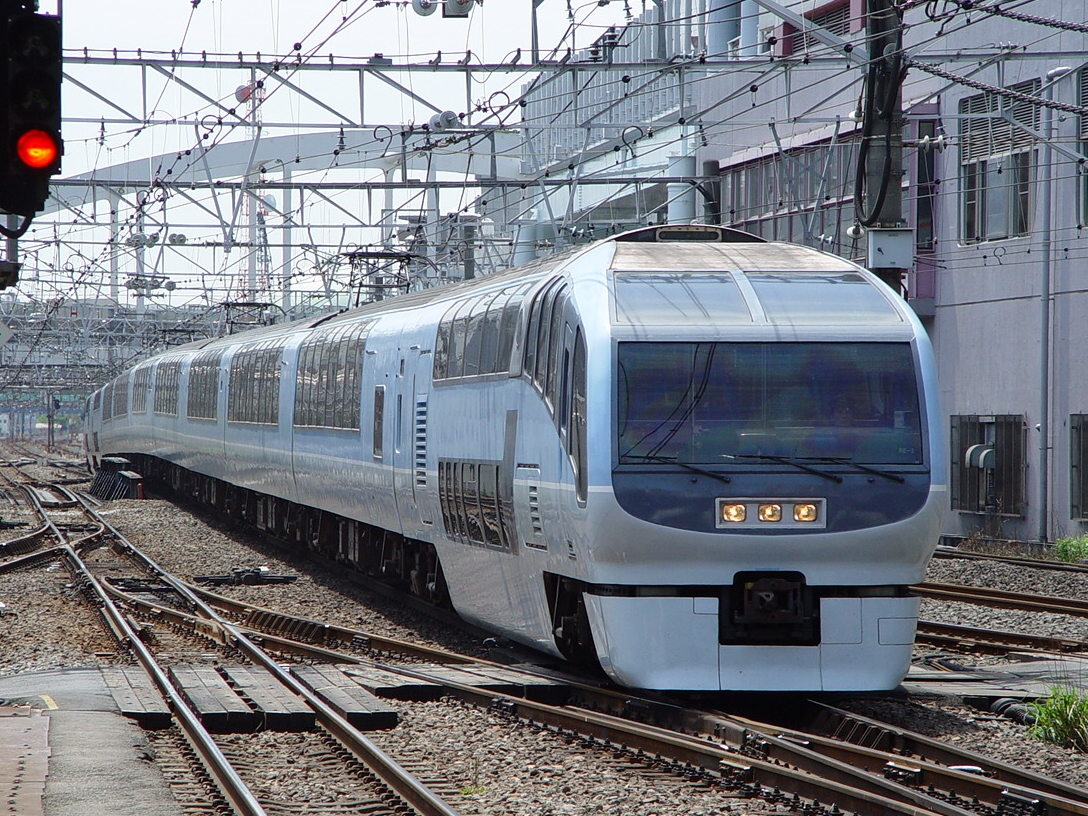
Farbgebung der ersten Jahre
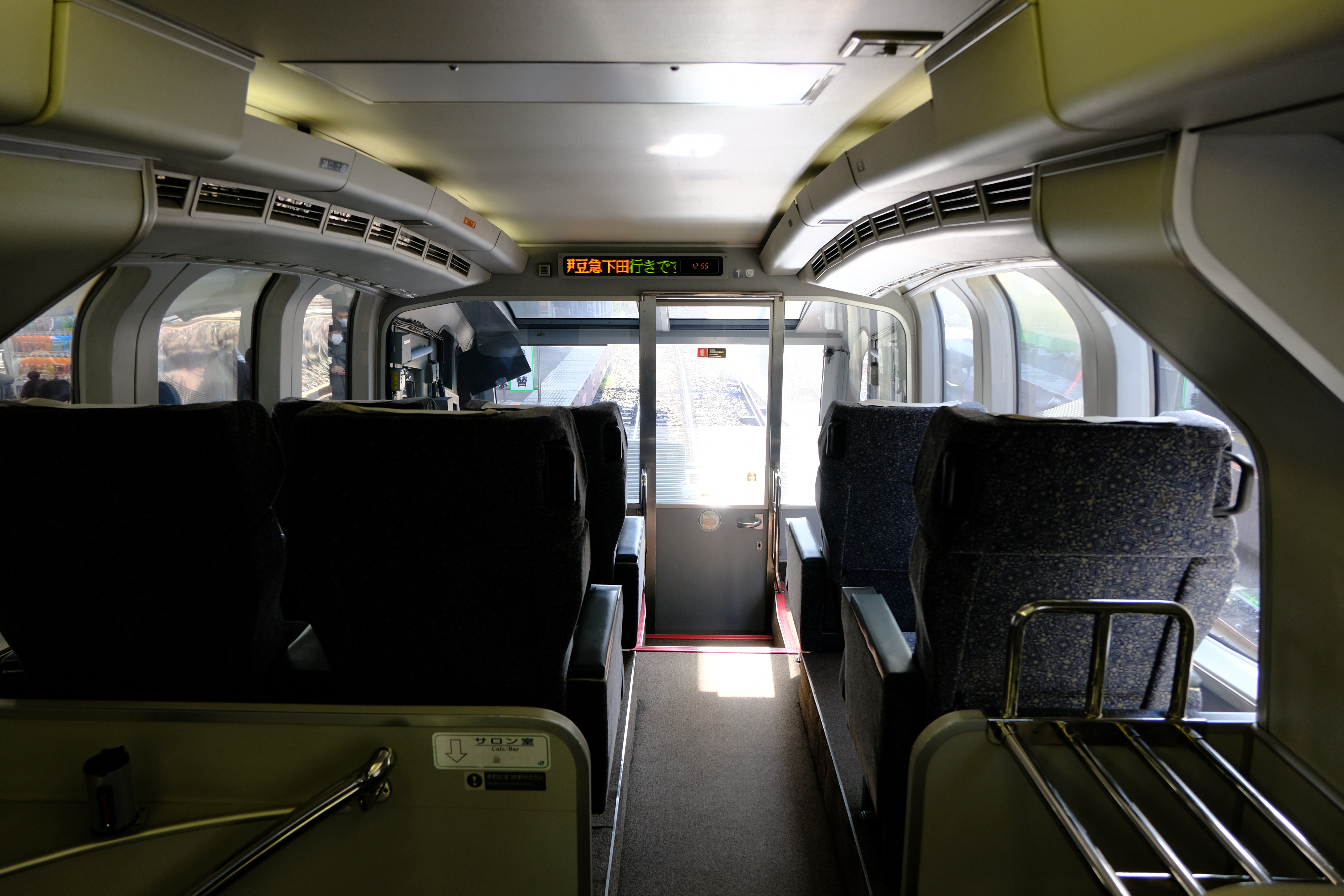
Blick durch den Führerstand hindurch nach vorne
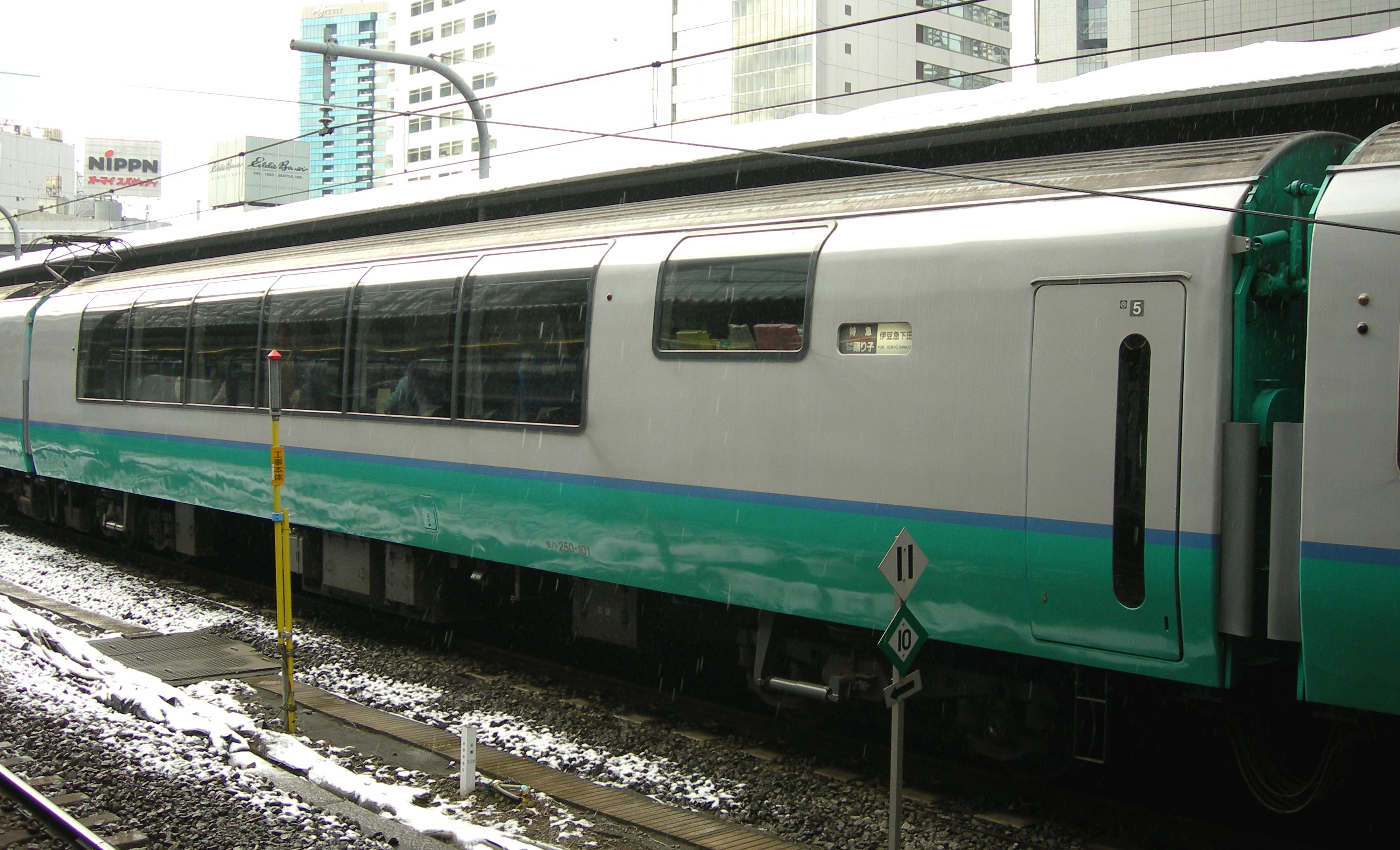
Angetriebener Mittelwagen
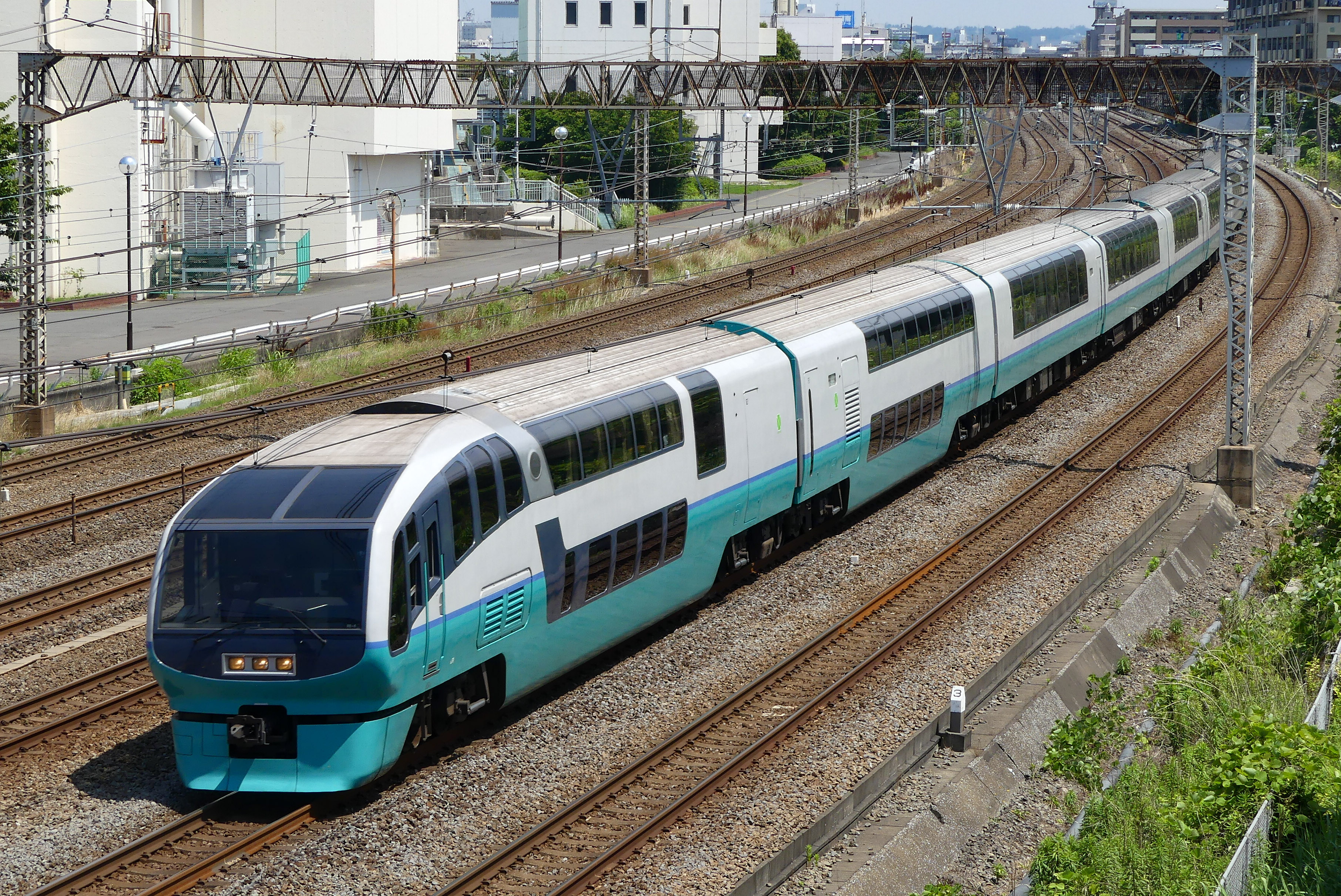
251 auf der Tokaido-Hauptlinie